# Nyctiophylax parvus
Nyctiophylax parvus är en nattsländeart som beskrevs av Mosely in Mosely och Douglas E. Kimmins 1953. Nyctiophylax parvus ingår i släktet Nyctiophylax och familjen fångstnätnattsländor. Inga underarter finns listade i Catalogue of Life.